# The Woodlands Country Club
The Woodlands Country Club is een countryclub in de Verenigde Staten en werd opgericht in 1974. De club bevindt zich in The Woodlands, Texas en heeft drie golfbanen, waarvan twee 18 holesbanen en een 27 holesbaan.
De club beschikt ook over 21 tennisbanen waarvan 4 indoorbanen en 17 outdoorbanen.

## Golfbanen
De club beschikt over drie golfbanen die een eigen naam hebben: de "Tournament" (18 holesbaan), de "Palmer" (27 holesbaan) en de "Player" (18 holesbaan).

### Tournament
De "Tournament" werd oorspronkelijk ontworpen door de golfbaanarchitecten Robert von Hagge en Bruce Devlin en de golfbaan heette toen de "East"-baan. In 1987 besloot de club om $ 5 miljoen te investeren in deze baan om te vernieuwen en de "East"-baan werd vernoemd tot de Tournament-baan. Het is een 18 holesbaan met een par van 72.
Deze baan was de enige baan van de club die gebruikt werd voor grote golftoernooien zoals het Houston Open, van 1975 tot 2002. Van 1985 tot 2002 werd deze golfbaan tijdelijk vernoemd tot de TPC The Woodlands omdat de baan toen deel uitmaakte van de Tournament Players Club.

### Palmer
De "Palmer" werd opgericht in 1990 en ontworpen door de legendarische golfer Arnold Palmer. Het is een 27-holes-baan waarvan drie 9 holesbanen (King, General & Deacon) en deze drie banen hebben een par van 36.

### Player
De "Player" werd opgericht in 2002 en ontworpen door golficoon Gary Player. Het is een 18-holes-baan met een par van 72.

## Golftoernooien
Voor golftoernooien werd er altijd gespeeld op de Tournament en de lengte van de baan voor de heren is 6417 m met een par van 72. De course rating is 73,1 en de slope rating is 136.
- Houston Open: 1975-2002